# Kenton Presents Jazz: Boots Mussulli
Kenton Presents Jazz: Boots Mussulli è un album discografico del sassofonista jazz statunitense Boots Mussulli, pubblicato dalla casa discografica Capitol Records nel febbraio del 1955.

## Tracce

### LP (H 6506)
Lato A
1. Rubber Boots (musica: Boots Mussulli) – Registrato il 7 novembre 1954 a New York City, New York
2. Le secret (musica: Leonard Gautier; adattamento di Boots Mussulli) – Registrato il 7 novembre 1954 a New York City, New York
3. Four Girls (musica: Boots Mussulli) – Registrato il 7 novembre 1954 a New York City, New York
4. El Morocco (musica: Boots Mussulli) – Registrato il 7 novembre 1954 a New York City, New York

Lato B
1. Mutt and Jeff (musica: Boots Mussulli) – Registrato il 7 novembre 1954 a New York City, New York
2. You Stepped Out of a Dream (testo: Gus Kahn – musica: Nacio Herb Brown) – Registrato il 7 novembre 1954 a New York City, New York
3. Tico Tico (testo: Aloysio Oliveira – musica: Zequinha Abreu) – Registrato il 7 novembre 1954 a New York City, New York

### LP (T 6506)
Lato A
1. Rubber Boots (musica: Boots Mussulli)
2. Le secret (musica: Leonard Gautier; adattamento di Boots Mussulli)
3. Four Girls (musica: Boots Mussulli)
4. El Morocco (musica: Boots Mussulli)
5. Diga Diga Doo (testo: Dorothy Fields – musica: Jimmy McHugh) – Registrato il 14 giugno 1954 a New York City, New York
6. Blues in the Night (My Mama Done Tol' Me) (testo: Harold Arlen – musica: Johnny Mercer) – Registrato il 14 giugno 1954 a New York City, New York

Lato B
1. Muff and Jeff (musica: Boots Mussulli)
2. You Stepped Out of a Dream (testo: Gus Kahn – musica: Nacio Herb Brown)
3. Tico Tico (testo: Aloysio Oliveira – musica: Zequinha Abreu)
4. Little Man (musica: Boots Mussulli) – Registrato il 14 giugno 1954 a New York City, New York
5. Lullaby in Rhythm (Benny Goodman, Edgar Sampson, Clarence Profit, Walter Hirsch) – Registrato il 14 giugno 1954 a New York City, New York

- Sul vinile Lato B il brano Lullaby in Rhythm e riportato al numero quattro mentre Little Man al numero cinque

## Musicisti
Rubber Boots / Le secret / Four Girls / El Morocco / Muff and Jeff / You Stepped Out of a Dream / Tico Tico
- Boots Mussulli – sassofono (alto e baritono)
- Ray Santisi – piano
- Max Bennett – contrabbasso
- Shelly Manne – batteria

Diga Diga Doo / Blues in the Night (My Mama Done Tol' Me) / Little Man / 
- Boots Mussulli – sassofono (alto e baritono)
- Ray Santisi – piano
- John Carter – contrabbasso
- Peter Littman – batteria

Note aggiuntive
- Stan Kenton – note retrocopertina album Capitol Records, H 6506
- Will MacFarland – note retrocopertina album Capitol Records T 8506